# Denkmalgeschützte Objekte im Bezirk Eisenstadt-Umgebung
Im Bezirk Eisenstadt-Umgebung bestehen 353 denkmalgeschützte Objekte. Die unten angeführte Liste führt zu den Gemeindelisten und gibt die Anzahl der Objekte an.
| Gemeindeliste                   | Objektanzahl |
| ------------------------------- | ------------ |
| Breitenbrunn am Neusiedler See  | 24           |
| Donnerskirchen                  | 22           |
| Großhöflein                     | 17           |
| Hornstein                       | 12           |
| Klingenbach                     | 6            |
| Leithaprodersdorf               | 10           |
| Loretto                         | 12           |
| Mörbisch am See                 | 42           |
| Müllendorf                      | 7            |
| Neufeld an der Leitha           | 1            |
| Oggau am Neusiedler See         | 14           |
| Oslip                           | 6            |
| Purbach am Neusiedler See       | 86           |
| Sankt Margarethen im Burgenland | 18           |
| Schützen am Gebirge             | 8            |
| Siegendorf                      | 13           |
| Steinbrunn                      | 8            |
| Stotzing                        | 5            |
| Trausdorf an der Wulka          | 14           |
| Wimpassing an der Leitha        | 7            |
| Wulkaprodersdorf                | 7            |
| Zagersdorf                      | 6            |
| Zillingtal                      | 8            |